# Transfermarkt
Transfermarkt — немецкий веб-сайт, который содержит информацию о футболе, такую как счёт матчей, результаты турниров и трансферные новости. По версии IVW, он входит в топ-25 самых посещаемых немецких сайтов и является крупнейшим спортивным сайтом после kicker.de.

## История
Сайт был создан в мае 2000 года Маттиасом Зайделем. В 2008 году контрольный пакет акций сайта (51 %) получил издательский дом «Axel Springer AG». Тем не менее Зайделю принадлежат остальные 49 % акций.
В ноябре 2007 года стал активным домен transfermarkt.at, в январе 2008 — transfermarkt.ch. С января 2009 года стал доступен домен transfermarkt.co.uk, британская версия сайта, в феврале этого же года открылся сайт transfermarkt.tv, где проводятся интервью и обсуждаются футбольные матчи. В июле 2010 года вышла итальянская версия transfermarkt.it. В августе вышел аналог сайта soccerdonna.de, который специализируется на женском футболе и имеет подобный интерфейс. Два месяца спустя вышел турецкий аналог — transfermarkt.com.tr. В 2019 году появилась русскоязычная версия transfermarkt.ru (впоследствии переименованная в transfermarkt.world), ставшая первой на языке, не использующем латинский алфавит.
По состоянию на 2021 год, сайт имел 38 млн уникальных посетителей и 680000 зарегистрированных пользователей.

## Контент
Сайт содержит информацию о счёте, результатах матчей и туров, трансферных новостях и стоимости игроков. Несмотря на то, что стоимость игроков, наряду с некоторыми другими показателями, являются оценочными, исследователи из Центра изучения экономических показателей обнаружили, что «слухи» о трансферах и стоимости игроков в значительной степени точны.

## Перезапуск
19 мая 2014 года состоялся перезапуск сайта, было введено так называемое обновление «версия 4». В ходе этого обновления был решён ряд технических, а также правовых вопросов, поскольку частные данные в течение неопределённого периода времени были видны другим пользователям. В течение 48 часов доступ к сайту был ограничен, в результате поступило нескольких жалоб на «Facebook». Больше всего критики пользователей было связано со сложным новым дизайном. В результате transfermarkt.de публично извинился за инциденты и проблемы, которые были вызваны во время перезапуска.